# Lonely Planet: Liebe in Marokko
Lonely Planet: Liebe in Marokko ist ein romantisches Filmdrama von Susannah Grant. Der Film mit Laura Dern, Liam Hemsworth, Diana Silvers und Younès Boucif in den Hauptrollen wurde am 11. Oktober 2024 in das Programm von Netflix aufgenommen.

## Handlung
Die weltberühmte Romanautorin Katherine Loewe leidet unter einer Schreibblockade. Vor Kurzem hat sie sich von ihrem Partner Ugo getrennt, der als Bildhauer arbeitet und eine Krebserkrankung überlebt hat. Sie musste ihr gemeinsames Zuhause verlassen. Um ihren nächsten Bestseller zu schreiben, für den ihr Verleger ihr eine Deadline gesetzt hat, ist sie nach Marrakesch gereist, um hier an einem exklusiven internationalen Schriftsteller-Retreat teilzunehmen. Bei ihrem Flug ist ihr Gepäck verloren gegangen. Bei ihrer Ankunft erfährt Katherine, dass auch Ugo nach Marrakesch gekommen ist. Hinzu kommen andere Umstände, die es ihr schwer machen, zur Ruhe zu kommen und sich auf die Arbeit zu konzentrieren. So ist die Wasserleitung in ihrem Zimmer defekt.
Katherine lernt einen jungen Mann namens Owen Brophy kennen, der seine Freundin Lily Kemp in das Schriftstellerresort begleitet hat. Owen hat Schwierigkeiten, seinen Platz in der intellektuellen Elite zu finden. Aus der Bekanntschaft entsteht eine verbotene und berauschende Liebesaffäre.

## Produktion

### Filmstab, Besetzung und Dreharbeiten
Regie führte Susannah Grant, die auch das Drehbuch schrieb. Zu ihren bekanntesten früheren Filmen zählen das für den Oscar und den BAFTA Award nominierte Justizdrama Erin Brockovich aus dem Jahr 2000 und die Komödie Lieben und lassen aus dem Jahr 2006.
Laura Dern spielt die Romanautorin Katherine Loewe. Liam Hemsworth spielt Owen Brophy und Diana Silvers seine Freundin Lily Kemp, die er nach Marrakesch begleitet. Younès Boucif ist in der Rolle von Lilys Schriftstellerkollegen Rafih Abdo zu sehen, von dessen Memoiren über seine Zeit als Kindersoldat in Libyen sie begeistert ist. Adriano Giannini spielt Katherines Ex-Freund Ugo. Das Casting übernahmen Salah Benchegra, Jessie Frost und Marc Robert.
Die Dreharbeiten fanden im marokkanischen Marrakesch und im kalifornischen Santa Clarita statt.

### Filmmusik und Veröffentlichung
Die Filmmusik komponierte die Türkin Pınar Toprak, die zuvor für Filme wie Captain Marvel, Paw Patrol – Der Kinofilm, Shotgun Wedding und Schlummerland, die Fernsehserie Stargirl und das Computerspiel Avatar: Frontiers of Pandora tätig war. Das Soundtrack-Album mit insgesamt 18 Musikstücken wird am 13. Mai 2025 von Netflix Music als Download veröffentlicht.
Der Film wurde am 11. Oktober 2024 in das Programm von Netflix aufgenommen.

### Synchronisation
Die deutsche Synchronisation entstand nach einem Dialogbuch und der Dialogregie von Nana Spier im Auftrag der VSI Synchron GmbH in Berlin.
| Darsteller             | Synchronsprecher | Rolle            |
| ---------------------- | ---------------- | ---------------- |
| Laura Dern             | Sabine Jaeger    | Katherine Loewe  |
| Liam Hemsworth         | Leonhard Mahlich | Owen Brophy      |
| Diana Silvers          | Lina Rabea Mohr  | Lily Kemp        |
| Younes Boucif          | Jonas Lauenstein | Rafih Abdo       |
| Jean-Erns Marie-Louise | Samuel Zekarias  | Fabien Durosier  |
| Rachida Brakni         | Silvia Mißbach   | Fatema Benzakour |
| Gustav Dyekjær Giese   | Manuel Elsherif  | Gunnar Norgaard  |
| Tao Guo                | David Wittmann   | Peng Zhao        |
| Michelle Greenidge     | Elisa Bannat     | Philippa Guscott |
| Naoufal Sabri          | Asad Schwarz     | Sisi             |
| Adriano Giannini       | Viktor Neumann   | Ugo Jaconelli    |

## Altersfreigabe, Kritiken und Abrufe
In den USA erhielt der Film von der MPAA ein R-Rating, was einer Freigabe ab 17 Jahren entspricht.
Die Kritiken fielen gemischt aus. Bei Metacritic erhielt der Film einen Metascore von 47 von 100 möglichen Punkten.
Nach seinem Start bei Netflix landete der Film Mitte Oktober 2024 in Deutschland auf Platz 1 der Film-Charts des Streaminganbieters.